# Maison Berthout
Pour les articles homonymes, voir Berthout.
La famille Berthout, olim de Grimbergen, est une ancienne famille noble féodale, aujourd'hui éteinte, à laquelle appartenaient les seigneurs de Grimbergen et de Malines.

## Historique

### Origines
Gauthier Ier Berthout est considéré comme le fondateur de la lignée. Il participa à la première croisade aux côtés de Godefroy de Bouillon et fonde à son retour l'abbaye de Grimbergen aux environs de l'an 1110. Son fils, Arnould Berthout, se rebella contre son suzerain, le comte de Louvain et landgrave de Brabant, ce qui déclencha la guerre de Grimbergen (1141-1159) et aboutit à la destruction du bastion familial de Borgtberg (Grimbergen) par Godefroid III de Louvain.
À la mort d'Arnould, son fils ainé, Gauthier II Berthout, hérite des possessions de Malines, qui se concentrent surtout entre la Dyle et la Nèthe, entre la Petite et la Grande Nèthe, et entre l’Escaut, le Rupel et la Nèthe, embrassent la seigneurie de Malines entre Senne et Dyle, et comportent quelques parties excentriques. Son frère cadet, Gérard Ier Berthout, hérite de celles de Grimbergen, situées entre l’Escaut, le Rupel et la Senne.

### Les Berthout de Malines
À la mort de Gauthier II, Gauthier III Berthout lui succède et devient vers l'an 1200 l'avoué du chapitre Saint-Rombaut. Son fils, Gauthier IV Berthout, exerce les fonctions d'avoué des évêques de Liège, alors seigneurs de Malines. Gauthier V Berthout, qui succède à son père, continue à se considérer comme vassal de l'Église de Liège, tout en reconnaissant la suzeraineté du duc de Brabant.
Gauthier VI Berthout, dit le Grand, qui succède à son père Gauthier V, est le premier à porter officiellement le titre de seigneur de Malines. Son fils, Gauthier VII Berthout, lui succède en 1286 mais meurt en 1288 au cours d'une bataille contre le comte de Gueldre. À sa mort, son fils Jean Berthout est trop jeune pour lui succéder et c'est donc son frère, Florent Berthout, qui exerce la tutelle sur les possessions des Berthout à Malines. Jean mourut sans enfant en 1304. Son frère Gilles Berthout lui succède avant de décéder en 1310, également sans descendance. La seigneurie de Malines passa alors à leur oncle, Florent Berthout, qui n'eut qu'une fille, Sophie Berthout. Cette dernière épousa le duc Renaud II de Gueldre.

### Les Berthout de Grimberghe
En 1197, la seigneurie de Grimbergen est divisée entre les deux fils de Gérard Ier. L'aîné, Gérard II Berthout, hérite des possessions qui passeront ultérieurement aux familles de Perwez, de Vianden et de Nassau. En effet, son fils Gérard III Berthout ne laissa à sa mort, en 1225, que deux filles : Alix et Agnès, qui se marièrent respectivement avec Godefroid et Enguerrand de Perwez.
Le cadet, Arnould II Berthout, hérite quant à lui des possessions qui passeront ultérieurement aux familles d'Aa, de Glymes et de Mérode et dont fait partie le château de Grimbergen. En effet, le fils d'Arnould II, appelé lui aussi Arnould, meurt prématurément en 1211 et le domaine passe donc à la famille d'Aa, à la suite du mariage de la fille d'Arnould II, Ode de Grimberghe, avec Wauthier d'Aa.

### Les Berthout de Duffel
Henri I Duffel-Berthout hérita de son père, Gauthier IV Berthout, la seigneurie de Duffel (qui correspond actuellement aux localités de Duffel-Perwez, Wavre-Sainte-Catherine et une partie de Walem). La seigneurie connût cinq seigneurs Duffel-Berthout, tous nommés Henri, avant de passer à la Maison de Hornes à la suite du mariage de Catherine Duffel-Berthout, fille de Henri V, avec Diderik de Hornes, Sire de Perwez.

## Héraldique

### Les Berthout de Malines

Armes des Berthout, seigneurs de Malines

Selon la légende, Jacques Ier, roi d'Aragon, aurait cédé trois des neuf pals de son écu à Gauthier IV Berthout en remerciement du secours de ce dernier contre les sarrasins. Telle serait l'origine du blason d'or à trois pals de gueules des Berthout de Malines. Cette explication est toutefois contestée par certains historiens.
Ces armes sont actuellement reprises par les villes de Malines et de Mortsel, les communes de Niel et de Schelle (Berthout de Malines modifié) et les localités de Gestel et de Walem.

### Les Berthout de Grimberghe

Armes des Berthout, seigneurs de Grimbergen

Gérard Ier Berthout fit graver sur son sceau un écu à une fasce et son fils, Gérard II, chargea plus tard cette fasce d'un sautoir brochant créant ainsi l'écu d'or à la fasce d'azur au sautoir de gueules brochant sur le tout.
Ces armes sont actuellement celles des communes de Grimbergen et Londerzeel, ainsi que de la localité de Brussegem .

### Les Berthout de Duffel

Armes des Berthout de Duffel

Le blasonnent  d'or, à trois pals de gueules au canton d'hermine et son cri est : « BERTHOUT ».
Les armes de la commune de Duffel comportent ces armes dans leur coupé. Elles sont actuellement aussi celles de la ville de Geel et de la commune de Retie (armes des Berthout de Duffel brisées d'un lambel). Elles étaient aussi anciennement les armes de Wavre-Sainte-Catherine qui, actuellement, sont les armes des Berthout de Malines modifiées.